# Nikola Ćirić
 Nikola Ćirić  nacido el 2 de agosto de 1983 es un tenista profesional de Serbia.Su ranking más alto a nivel individual fue el puesto N.º 151, alcanzado el 1 de agosto de 2011. A nivel de dobles alcanzó el puesto N.º 168 el 5 de noviembre de 2012.
Participa principalmente en el circuito de la ITF y de la ATP Challenger Series. Ha ganado hasta el momento 4 títulos challengers, todos en la modalidad de dobles. En cuanto a torneos futures, ha ganado 15 en individuales y 7 en dobles.
En julio de 2004 tuvo su debut en el Equipo de Copa Davis de Serbia. Disputó un partido de dobles junto a Dušan Vemić frente a los portugueses Frederico Gil y Leonardo Tavares por los cuartos de final del grupo II de la zona Europa/África. El resultado fue una victoria por 1-6, 6-7(5), 6-3, 6-1 y 6-4, que contribuyó para el 5-0 de la serie en favor de los serbios. Fue su única participación en este torneo.

## Títulos; 4 (0 + 4)

### Individuales(0)
| Legenda                   |
| Grande Slam (0)           |
| ATP World Tour Finals (0) |
| ATP Masters 1000 (0)      |
| ATP World Tour 500 (0)    |
| ATP World Tour 250 (0)    |
| Challengers (0)           |

### Dobles (4)
| Legenda dobles            |
| Grand Slam (0)            |
| ATP World Tour Finals (0) |
| ATP Masters 1000 (0)      |
| ATP World Tour 500 (0)    |
| ATP World Tour 250 (0)    |
| ATP Challenger Series (4) |

| No. | Fecha      | Torneo                           | Superficie    | Pareja         | Rival en la final                 | Resultado             |
| --- | ---------- | -------------------------------- | ------------- | -------------- | --------------------------------- | --------------------- |
| 1.  | 20.11.2011 | Challenger de Montevideo Uruguay | Tierra batida | Goran Tošić    | Marcel Felder Diego Schwartzman   | 7–6(5), 7–6(4)        |
| 2.  | 15.09.2012 | Challenger de Sevilla España     | Tierra batida | Boris Pašanski | Mate Pavić Franko Škugor          | 7–6(0), 7–5           |
| 3.  | 23.09.2012 | Challenger de Trnava Eslovaquia  | Tierra batida | Goran Tošić    | Stephan Fransen Jesse Huta Galung | 5-7, 6-4, [10-6]      |
| 4.  | 23.06.2013 | Challenger de Tanger Marruecos   | Tierra batida | Goran Tošić    | Maximilian Neuchrist Mate Pavić   | 6-3, 6-7(5–7), [10-8] |